# إيماون
إيماون هي جماعة قروية في إقليم تارودانت بجهة سوس ماسة جنوب المغرب. وهي تضم 2466 نسمة، حسب الإحصاء العام للسكان والسكنى لسنة 2014.

## دواوير الجماعة
- تاسركا (مركز الجماعة)
- ازور نغير
- تمزيت
- ايت الطالب
- اسكن
- تكديرت نايت علي
- اكرض نوالوس
- ازورا
- تيزولا
- تكراكرا
- تمجوت
- تيزي واداي
- اداي
- انامر
- تيمولاي
- الدوبهار
- اليغ
- اغير نوابوض
- تكديرت نيكوزولن
- الماتن
- تفغلت
- لمعلمين
- ويسمكان
- تاكضيشت
- اخفيس
- اضاض
- توزليمت
- أكرضا
- الديوي

## التعليم

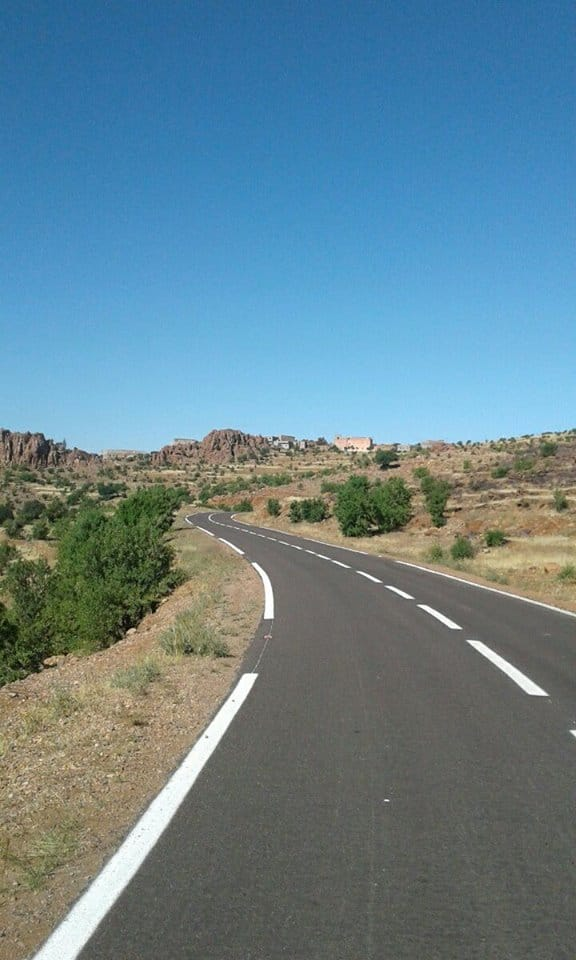
صورة للطريق الجهوية رقم 106 بالقرب من دوار الدوبهار - قبيلة اداوزكري

- المدرسة الجماعاتية الأطلس الصغير (المركزية: تاسركا / الوحدات: حد إيماون - أنمر - توزليمت)

بعد نهاية التعليم الإبتدائي، يُتابع التلاميذ تعليمهم في ثانوية الأرك بمدينة إغرم.

## الصحة
تتوفر الجماعة القروية إيماون على مركز صحي قروي (المستوى الأول).

## النقل والمواصلات
تمر في مركز الجماعة الطريق الجهوية رقم 106، وهي طريق تم حديثاً إعادة تهيئتها، كما أنها تُعتبر طريقاً مهما بالنسبة لسكان الجماعة القروية إيماون لكونها تربط بين جماعتهم وبين كل من مدينتي إيغرم، وتافراوت.